# Джигурово
Джигурово (болг. Джигурово) — село в Благоевградской области Болгарии. Входит в состав общины Сандански. Находится примерно в 4 км к востоку от центра города Сандански и примерно в 56 км к югу от центра города Благоевград. По данным переписи населения 2011 года, в селе  проживало 715 человек.

## Население
| Год     | 1934 | 1946 | 1956 | 1965 | 1975 | 1985 | 1992 | 2001 | 2011 |
| ------- | ---- | ---- | ---- | ---- | ---- | ---- | ---- | ---- | ---- |
| Жителей | 751  | 978  | 1042 | 955  | 873  | 826  | 816  | 762  | 715  |

| Национальность | Человек | Процент |
| -------------- | ------- | ------- |
| болгары        | 296     | 87,32%  |
| турки          | 42      | 12,39%  |
| Всего ответов  | 339     |         |

|  |